# Alex Klein
Alex Klein (Porto Alegre, 1964 –) Grammy-díj as amerikai-brazil oboista. Ősei Németországból költöztek Dél-Amerikába. Az oboaművész 1992 óta Amerikában él. 2002-ben elnyerte a Grammy-díjat.